# Tutti frutti (rivista)
Tutti frutti è stata una rivista specializzata nell'informazione musicale nata nel 1982 e rivolta perlopiù al pop ed al rock mainstream.

## Storia diTutti frutti

### Contesto
Ad inizio anni '80 il mercato editoriale delle riviste musicali vedeva da un lato riviste dedicate al rock alternativo come Rockerilla, Il mucchio selvaggio e Buscadero, fatte di grafiche in bianco e nero che si ispiravano al mondo delle fanzine, e dall'altro riviste dedicate all'universo musicale mainstream, fatte di pagine patinate e colori vivaci come Rockstar. Il formato prediletto di tutte queste riviste era il formato magazine, rifacendosi così allo stile di molte riviste inglesi e francesi.

### 1982-1983: nascita della rivista
In questo contesto Tutti Frutti, che nacque dall'iniziativa del suo direttore Massimo Bassoli, si inserì inizialmente in una posizione di mezzo, concedendo spazio sia ai fenomeni più mainstream della musica pop, che alle nuove tendenze del rock underground. Il primo numero di Tutti Frutti uscì nelle edicole nel novembre 1982 e comprendeva 132 pagine al costo di 2.500 lire, con una copertina dedicata a Frank Zappa e all'interno articoli su Beatles, Motörhead, Dire Straits, Human League, Ultravox e Battiato. A differenza delle altre riviste, Tutti Frutti utilizzava un formato tascabile di 15 x 23 centimetri, passando nella grafica da pagine in bianco e nero a più rassicuranti tonalità colorate a seconda degli argomenti trattati. I temi erano perlopiù trattati con un certo clamore e sensazionalismo, con pochi articoli analitici e approfondimenti.

### 1984-1988: svoltamainstream
Con il numero di dicembre 1984, durante l'affermazione della scena pop britannica, Tutti Frutti radicalizza la propria proposta verso la musica mainstream, divenendo una delle riviste italiane di musica più vendute. Le copertine vanno ai Duran Duran, molte al solo Simon Le Bon, e poi a Madonna, Culture Club e Spandau Ballet ma anche al rock più blasonato di Mark Knopfler, Bruce Springsteen, Rod Stewart e Guns N' Roses. Gli interni diventano sempre più colorati e ricchi di poster e gadget.

### 1990-1999: decadenza e chiusura
Negli anni '90 la rivista perde sempre più il fascino acquisito in passato, diminuendo le vendite fino all'anno della chiusura che avviene nel 1999.